# Fopius arisanus
Fopius arisanus är en stekelart som först beskrevs av Jinhaku Sonan 1932.  Fopius arisanus ingår i släktet Fopius och familjen bracksteklar. Inga underarter finns listade i Catalogue of Life.